# Fábio Magalhães
Fábio Magalhães (født 12. marts 1988 i Lissabon, Portugal) er en portugisisk håndboldspiller, som spiller i FC Porto og på Portugals herrehåndboldlandshold.
Han deltog under EM i håndbold 2020 i Sverige/Østrig/Norge.